# Crédit municipal de Paris
Crédit municipal de Paris (CMP) je banka v Paříži. Její sídlo se nachází na adrese 55, Rue des Francs-Bourgeois ve 4. obvodu. Jedná se o nejstarší finanční instituci v Paříži. Nabízí bankovní služby, zastavárnu a úschovu cenností.

## Historie
V roce 1637 založil novinář a filantrop Théophraste Renaudot (1586-1653), mj. zakladatel prvních francouzských novin La Gazette, na ostrově Cité v Paříži zastavárnu zvanou Mont-de-Piété, aby tím bojoval proti lichvě.
Po smrti kardinála Richelieu a Ludvíka XIII. ztratil Renaudot své ochránce a pařížský parlament dne 1. března 1644 zastavárnu zrušil. Až Ludvík XVI. povolil opět činnost Mont-de-Piété patentem z 9. prosince 1777. Instituce se usídlila ve čtvrti Marais.
Na začátku 19. století udělil Napoleon Bonaparte zastavárně monopol a umožnil zřídit nové pobočky. Ve 20. století došlo ke změně instituce. Její služby začala využívat též střední třída, což vedlo dne 24. října 1918 ke změně ze zastavárny na bankovní ústav s názvem Crédit Municipal de Paris, přičemž vedle bankovních aktivit poskytovala nadále půjčky i na zastavěné předměty. Od roku 1992 je jediným akcionářem město Paříž.
V roce 2005 došlo k reorganizaci CMP tím, že se oddělil bankovní sektor od tradiční zastavárny. Dceřiná společnost CMP Banque tak spravuje bankovní oddělení, jako jsou restrukturalizační půjčky, hotovostní půjčky, sociální půjčky, bankovní účty, spoření a investiční produkty. Mateřská společnost Crédit Municipal de Paris provozuje tradiční činnosti jako zastavárna, dražba, oceňování a úschova cenností.
Od října 2008 nabízí Crédit Municipal de Paris rovněž mikroúvěry ve spolupráci se sociálními službami a bankami sdruženými ve Fondu sociální soudržnosti. Od roku 2011 nabízí poradenství při předlužení.

## Společenské aktivity
Crédit Municipal de Paris finančně podporuje kulturní aktivity města Paříže, jako jsou dočasné výstavy v muzeích, hudební a divadelní představení (Festival d'automne), Dny evropského dědictví, Fête de la musique nebo Bílá noc, a také pořádá výstavy ve vlastní galerii.